# Au Cirque d'Hiver
Albums de Dick Annegarn
Adieu verdure
(1999) Un' ombre
(2002)
Au Cirque d'Hiver est un album live de Dick Annegarn sorti en 2000. Il a été enregistré au Cirque d'hiver Bouglione les 7, 8 et 9 octobre 1999.

## Liste des titres
| No  | Titre               | Durée |
| --- | ------------------- | ----- |
| 1.  | Bébé éléphant       |       |
| 2.  | Maison rose         |       |
| 3.  | Piste               |       |
| 4.  | Agostinho           |       |
| 5.  | Le roi du métro     |       |
| 6.  | Bruxelles           |       |
| 7.  | Approche-toi        |       |
| 8.  | Le saule            |       |
| 9.  | Albert              |       |
| 10. | Les tchèques        |       |
| 11. | Robert Caillet      |       |
| 12. | Soleymen            |       |
| 13. | Mireille            |       |
| 14. | Voleur de chevaux   |       |
| 15. | Quelle belle vallée |       |

## Musiciens
- Dick Annegarn : Chant, guitare, xylophone, harmonica, vélo
- Pascal Palisco : Accordéon, chœurs
- Vincent Ségal : Cello, cascas, chœurs
- Christophe Cravero : Piano, violon, tambour, chœurs